# Prilep
Prilep (Macedonisch: Прилеп; Aroemeens: Pãrleap; Turks: Pirlepe) is een stad en gemeente in het midden van Noord-Macedonië en bevindt zich op 41.36° NB en 21.56° OL.
De stad ligt zo'n 650 meter boven zeeniveau en staat bekend om de productie van tabak en sigaretten. Op een rots boven de stad bevinden zich de ruïnes van het kasteel van Marko, een Macedonisch koning in de veertiende eeuw, over wie veel legenden de ronde doen.

## Sport
Voetbalclub FK Pobeda Prilep werd in 2004 en 2007 landskampioen van Macedonië. De club werd in 2010 ontbonden en ging verder als FK Pobeda. De club speelt in het Gotse Deltsjevstadion.

## Geboren
- Ali Fethi Okyar (1880-1943), Turks diplomaat
- Toše Proeski (1981-2007), zanger
- Ilija Nestorovski (12 maart 1990), voetballer
- Ezgjan Alioski (12 februari 1992), voetballer